# Stryger
 For alternative betydninger, se Stryger (flertydig). (Se også artikler, som begynder med Stryger)
En stryger (eller et strygeinstrument) er et strengeinstrument, der spilles med bue af træ, hvorpå der er påspændt hestehår, som gnides med harpiks.
Strygere er en fællesbetegnelse for instrumenter af violinfamilien og bruges især om strygergrupperne i et symfoniorkester. Strygerfamilien består af violin, bratsch og cello, og kontrabas bliver normalt også ført under denne kategori, selvom den oprindeligt er ud af gambefamilien. En Hardangerfele er et norsk folkeinstrument indenfor strygerfamilien, som også omfatter en stor mængde instrumenter fra andre kulturer. Både de arabiske, indiske og kinesiske kulturer bruger strygeinstrumenter i deres klassiske musik.

## Historie
De moderne strygeinstrumenters oprindelse kan spores helt tilbage til 900-tallet med lutten i det Østromerske Kejserrige. Dette instrument spredte sig i 1200-tallet, sammen med den arabiske rebab, gennem Europa, hvor de blev grundlag til en masse Europæiske strenginstrumenter.
I løbet af de følgende år havde Europa dannet to hovedgrupper af instrumenterne: Den lille håndholdte, kendt som Viola da braccio (betyder violin til armen), som senere er udviklet til den moderne violin og bratschen; den anden som er en stor model der holdes mellem knæende, kaldtes for Viola da gamba (betyder violin for benene), og som lagde grund for den moderne cello og kontrabas.

## Violinfamiliens navne
Violin: Violino (it. lille viola) – Stemt i kvinter.
Bratsch eller Viola: Viola da braccio (it. arm-viola) – Stemt i kvinter.
Viola da gamba: (it. knæ-viola, findes i flere størrelser) – Stemt i kvarter.
Cello: Violoncello (it. lille violone) – Stemt i kvinter.
Kontrabas: (it. Violone), double bass (eng.) doghouse-bass (am. slang). – Stemt i kvarter. Findes med 3-4(det mest almindelige)-5 strenge

## Viola da gamba
Udgør en særlig familie, den har seks strenge stemt i kvarter som en guitar og gribebrættet er mindre hvælvet. Derfor er det lettere at spille akkorder end på violin, til gengæld er det lettere at spille kraftige enkelttoner på violin. Den har også skrå skuldre, hvilket gør det nemmere at gå op på gribebrættet – et træk kontrabassen senere efterlignede.

## Øvrige strygeinstrumenter
Rebec: Lille arabisk strygeinstrument, blev almindelig i Europa i middelalderen. Holdes i skødet og stryges som en cello.
Crwth (udtales kruud): Strygeharpe af keltisk oprindelse. En harpe, hvor man stryger på strengene og forkorter den yderste med fingrene uden gribebræt (strygeinstrumenter uden gribebræt er almindelige i asiatisk folkemusik). 
Baryton: Instrument med to sæt strenge, hvoraf det underste (bageste) knipses.

## Artikuleringer
Nogle af de mest almindelige artikuleringer for strygeinstrumenter inkluderer staccato, legato, pizzicato, tremolo, m.fl.